# Ripjakt

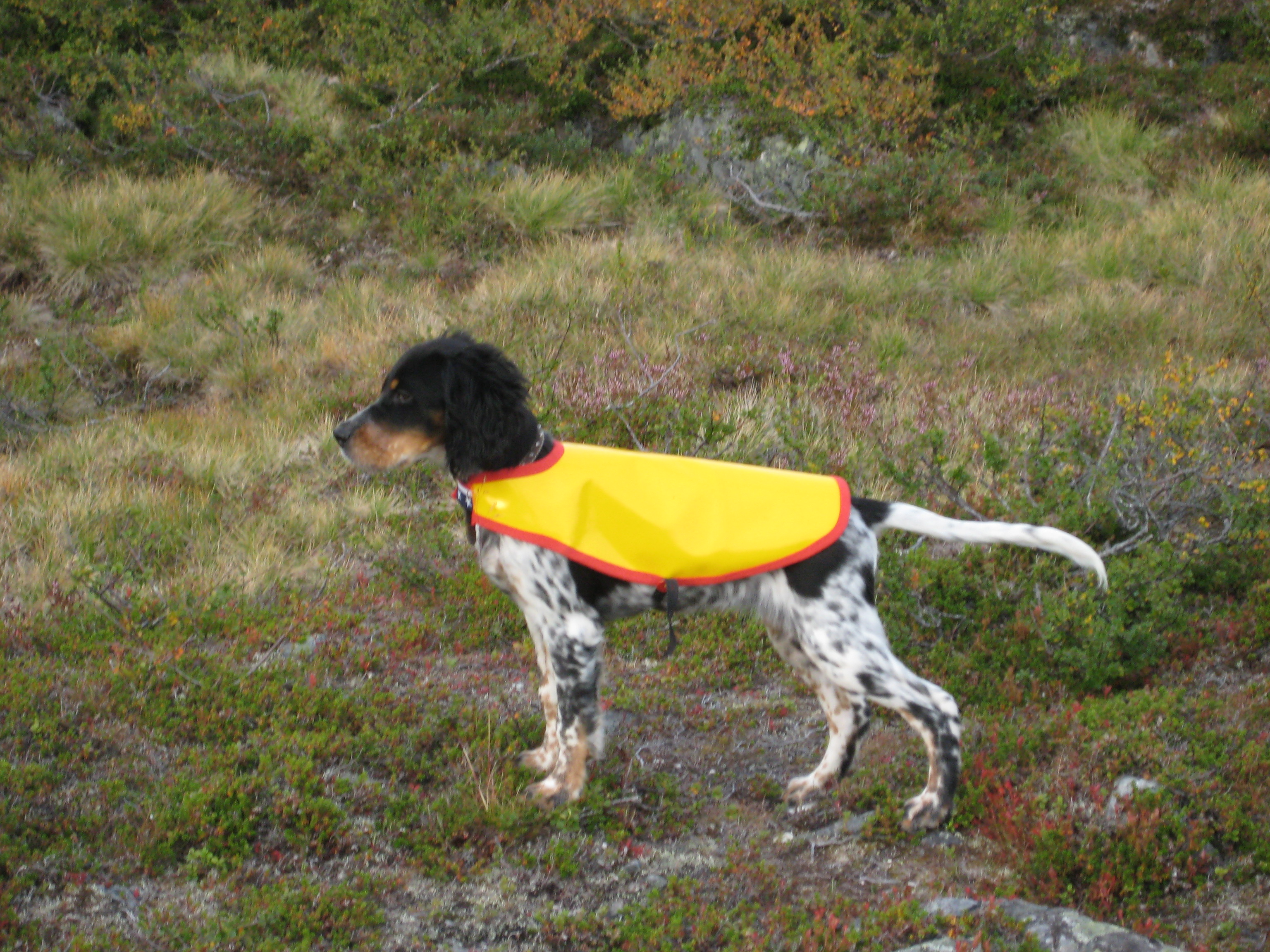
Engelsk settervalp för ripjakt.

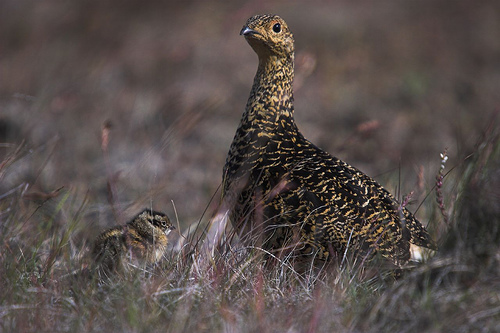
Fjällripa i sommardräkt.

Ripjakt är den jakt där ripor jagas. För ripjakt används vanligen fågelhund och eldvapen av antingen kultyp eller hageltyp.

## Utövning
Ripjakt utövas både höst och vinter. Höstjakten bedrivs mestadels med stående eller stötande hund. Vinterjakten sker oftast med smygjakt. Snarningsjakt förekommer även men denna form kräver speciell utbildning. Såväl dalripa som fjällripa jagas. Vid jakt med hund används hagelvapen och fågeln skjuts på relativt korta avstånd i uppfloget. Vid smygjakt används kulvapen, och med hänsyn till bristande kulfång på kalfjället har man där begränsat tillåtna kalibrar.
Jakt på ripa bedrivs främst utmed fjällkedjan. Fjällripan främst högt ovan trädgränsen på kalfjället och dalripan, som anses trycka (ligga kvar) bättre, från högfjällsterräng och ned i skogslandets myrterräng.

## Historia
Jakt på ripa var ända in i början av 1900-talet en viktig förutsättning för överlevnaden bland småbönder och nybyggare i den nordsvenska fjällbygden, där man mestadels använde snaror för att fånga riporna.
Sedan början av 90-talet har ripjakten sett en ökande popularitet då tillgängligheten ökade dramatiskt i och med att staten 1993 upplät dagkortsjakt på småvilt på statens mark ovanför odlingsgränsen och på renbetesfjällen.

### Ripjakt med fågelhund
Jakt med stående fågelhund anses främst härröra från Brittiska öarna där man redan i början av 1800-talet bedrev medveten avel mot brukshundar med egenskaperna att söka, stå för, resa på kommando och apportera skjutet vilt. De brittiska stående fågelhundarna är engelsk setter, irländsk röd setter, irländsk röd och vit setter, gordonsetter och pointer.
På kontinenten utvecklades också fågelhundar som dock traditionellt ansågs mindre specialiserade på just hönsfågel. Populära raser vid ripjakt i Norden är bland vorsteh och breton.